# Pallud
Pallud – miejscowość i gmina we Francji, w regionie Owernia-Rodan-Alpy, w departamencie Sabaudia.
Według danych na rok 1990 gminę zamieszkiwały 582 osoby, a gęstość zaludnienia wynosiła 112 osób/km² (wśród 2880 gmin regionu Rodan-Alpy Pallud plasuje się na 1075. miejscu pod względem liczby ludności, natomiast pod względem powierzchni na miejscu 1501.).